# Michi no eki

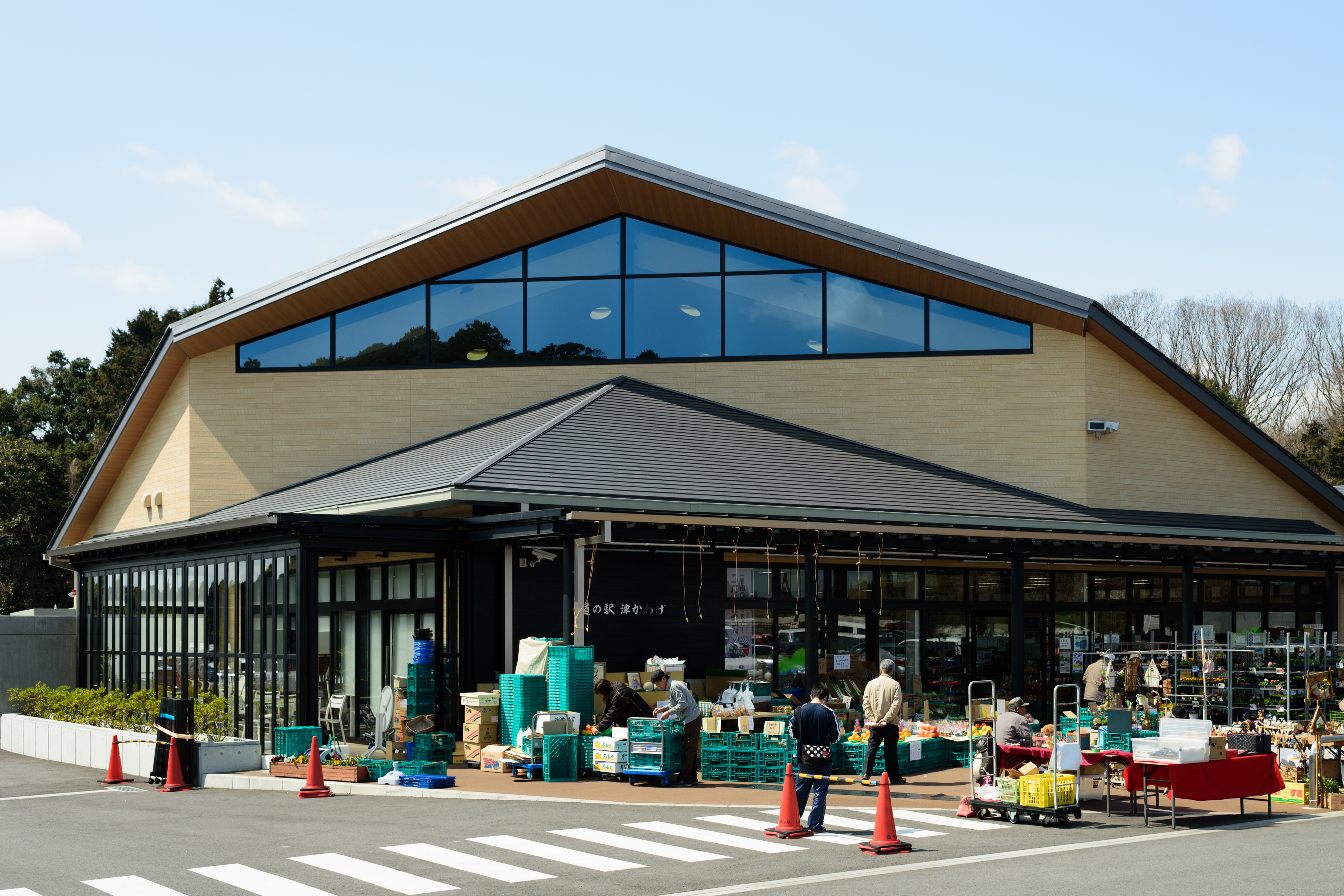
Michi no eki in Tsu (Mie)

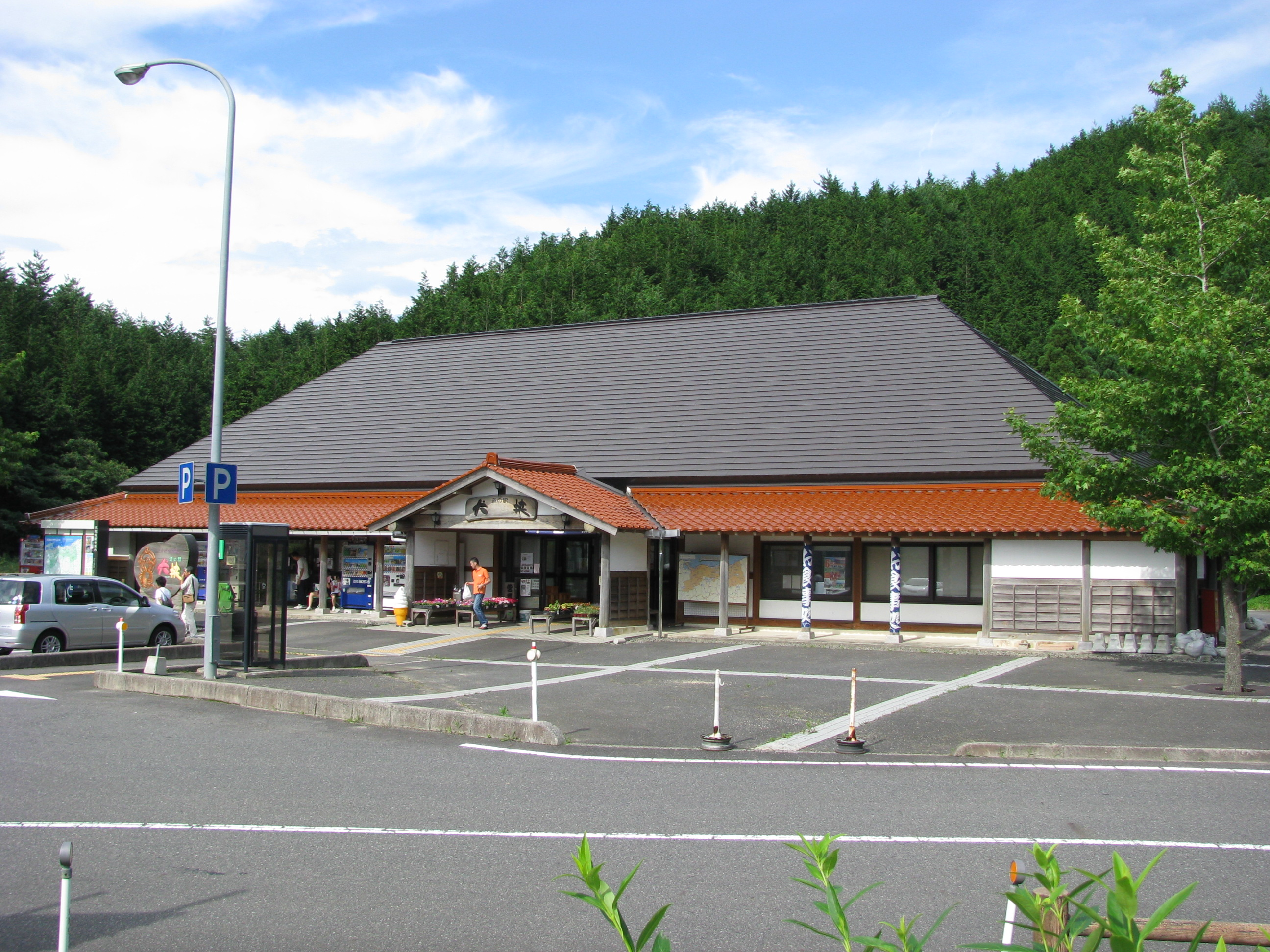
In Kurayoshi (Tottori)

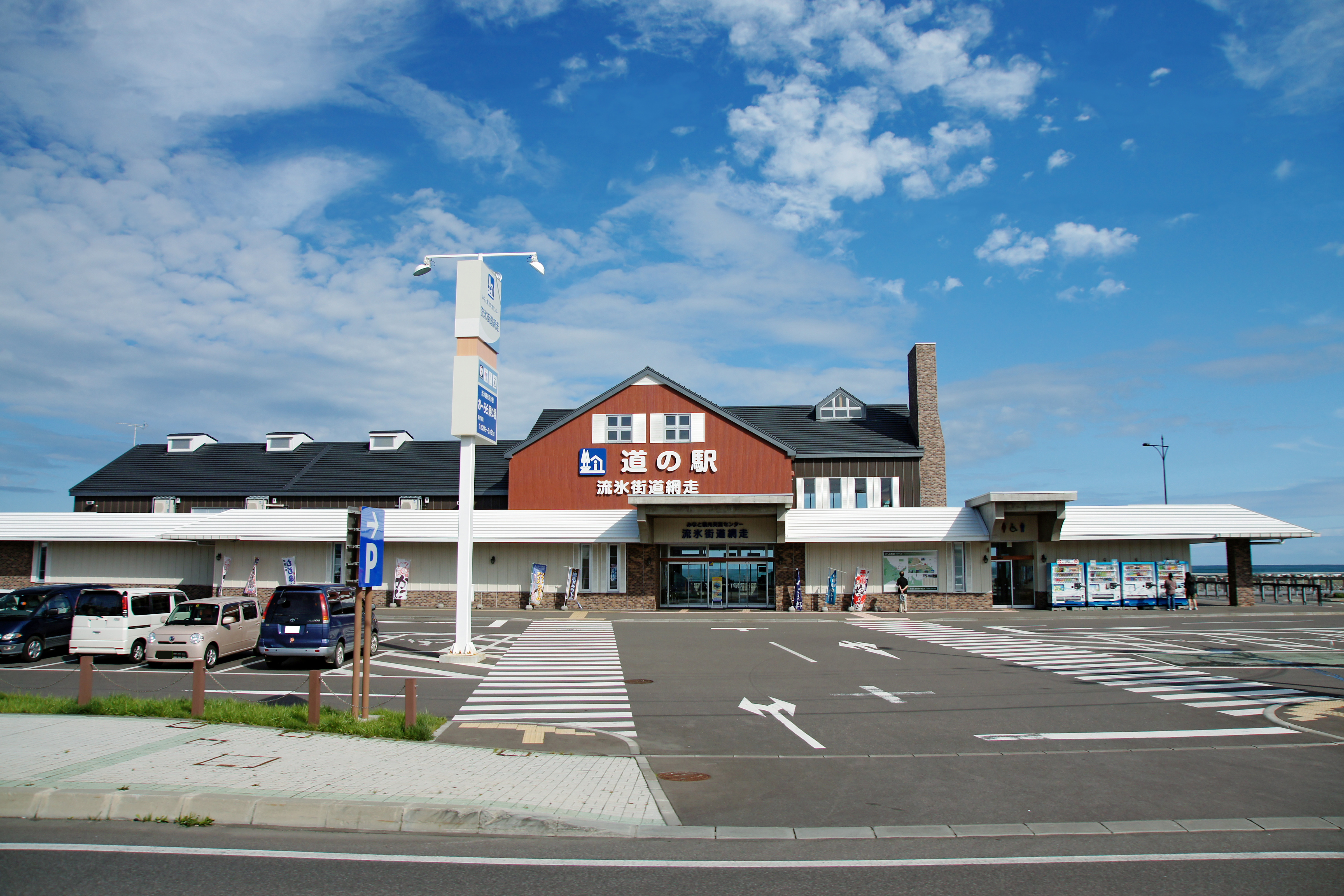
In Abashiri (Hokkaidō)

Michi no eki (jap. 道の駅, dt. „Straßenstation“) sind Raststätten für Kraftfahrer in Japan, die gemeinsam von den regionalen Entwicklungsämtern des MLIT und von lokalen Organisationen betrieben werden. Sie stehen an Nationalstraßen und Präfekturstraßen (aber nicht an Autobahnen).
Die Michi no eki dienen nicht nur als Raststätte, sondern auch als Begegnungszentrum sowie als Plattform für Tourismus- und Wirtschaftsförderung im ländlichen Raum. Zur Grundausstattung gehören Gratis-Parkplätze, Toiletten und Telefonzellen, die rund um die Uhr zugänglich sind. Hinzu kommen ein Informationsschalter sowie ein kleiner Laden oder ein Markt, wo lokale Produzenten regionaltypische Lebensmittel und Kunsthandwerk anbieten können. Meistens kommen auch ein Restaurant bzw. ein Café hinzu. Manche Raststätten verfügen zusätzlich über Unterkünfte, einen Park, eine Tankstelle oder ein kleines Museum. In einigen Fällen sind sie an ein Onsen angeschlossen oder besitzen einen Veranstaltungssaal.
Das Konzept wurde 1990 anlässlich eines regionalen Wirtschaftsforums in Hiroshima entwickelt. Im Oktober 1991 begann ein Pilotprojekt mit zwölf Standorten in den Präfekturen Gifu, Tochigi und Yamaguchi. Im April 1993 begann die eigentliche Umsetzung mit zunächst 103 Michi no eki, deren Zahl in der Folge kontinuierlich anstieg. Zurzeit gibt 1.117 Einrichtungen dieser Art (Stand: April 2017). Sie verteilen sich wie folgt auf die Regionen:
- Chūbu: 127
- Chūgoku: 102
- Hokkaidō: 119
- Hokuriku: 78
- Kantō: 170
- Kinki: 145
- Kyūshū: 136
- Shikoku: 85
- Tōhoku: 155